# Parti démocratique des Îles Vierges
Le Parti démocratique des Îles Vierges ((en) : Virgin Island Democratic Party) (VIDP) est un parti politique des Îles Vierges britanniques fondé en 1967 par Qwominer William Osborne, premier Leader of the Opposition du territoire face au gouvernement de Hamilton Lavity Stoutt.
Après les élections générales de 1971 où il devient le premier parti du territoire avec trois sièges sur sept, il forme un gouvernement de coalition avec Conrad Maduro, leader et seul député du Parti Uni et le candidat indépendant Willard Wheatley qui devient Ministre en chef. Osborne est nommé ministre de la Santé et des Ressources naturelles. Cependant, des désaccords apparaissant Osborne et Wheatley qui finit par démettre Osborne de son poste. 
Aux élections générales de 1975, Wheatley abandonne ses anciens partenaires de coalition et est élu sous l'étiquette du Parti Uni. Osborne abandonne également son parti pour se porter sous les couleurs du Parti des îles Vierges. Le parti cesse de fait d'exister.
En 1979, Osborne reprend cependant l'étiquette du VIDP pour se présenter lors des élections législatives, mais il est battu par le candidat indépendant Cyril Romney.